# Ramón Berenguer III de Provenza
Ramón Berenguer III de Provenza (1135 - Niza 1166), conde de Provenza (1144-1166).

## Orígenes familiares
Hijo del conde Berenguer Ramón I de Provenza y Beatriz de Melguelh. Era nieto por línea paterna del conde de Barcelona Ramón Berenguer III y Dulce de Provenza, y por línea materna de Bernardo IV de Melguelh y Guillerma de Montpellier.

## Ascenso al condado
El 1144 su padre murió en una ofensiva en Génova y heredó el condado. Su gobierno también se vio enturbiado con la lucha con la familia de Baux, llegando a perder el condado de Provenza. Pero su tío, Ramón Berenguer IV de Barcelona lo restableció al frente del condado el año 1147.
Las luchas con la familia de Baux continuaron hasta el 1162, fecha de su rendición.
En agosto del mismo año viajó a Turín con su tío por obtener la confirmación de su dominación en Provenza del emperador Federico I Barbarroja. Asimismo se casó con la sobrina de este, Riquilda de Polonia. En el viaje de regreso a casa su tío murió, y le confió la tutela de Alfonso el Casto.
Hecha la paz en Génova, Ramón Berenguer III de Provenza murió intentando conquistar Niza en la primavera de 1166. A su muerte, el condado de Provenza fue heredado por Alfonso II de Aragón.

## Nupcias y descendientes
Se casó el 17 de noviembre de 1161 con Riquilda de Polonia, hija de Vladislao II el Desterrado y de Inés de Babenberg. De esta unión nació una hija:
- Dulce II de Provenza (?-1172).

| Predecesor: Berenguer Ramón I | Conde de Provenza 1144-1166 (regencia de Ramón Berenguer II hasta 1162) | Sucesor: Alfonso II de Aragón |